# Bolsa de Valores de El Salvador
Die Salvadorianische Börse (spanisch: Bolsa de Valores de El Salvador, BVES englisch: El Salvador Stock Exchange) ist die Wertpapierbörse im Staat El Salvador. Sie sitzt in der Hauptstadt San Salvador. Die Börse dient der Verbriefung verschiedener staatlicher Infrastrukturprojekte. Sie wird von der Central de Depósito de Valores (CEDEVAL) überwacht. Rolando Duarte ist der Präsident und Valentín Arrieta ist der CEO. Im Jahr 2024 waren an der Börse 70 Aktiengesellschaften notiert, die überwiegende Mehrheit im Finanz- oder Versicherungsbereich.

## Geschichte
Eine Börse wurde erstmals 1965 in El Salvador gegründet. Sie wurde jedoch am 26. März 1976 wegen zu geringer Handelsaktivität geschlossen. Der heutige Aktienmarkt wurde im April 1992 gegründet, drei Monate nachdem das Chapultepec-Abkommen den salvadorianischen Bürgerkrieg beendete. Der Markt ist von anfänglich 600 Millionen US-Dollar auf über 3,5 Milliarden US-Dollar im Jahr 2011 und auf über 4,8 Milliarden US-Dollar im Jahr 2023 gewachsen. Im Jahr 2017 begannen El Salvador und Panama mit der Integration ihrer Aktienmärkte. Nicaragua schloss sich diesem Projekt im Jahr 2023 an. Von 2017 bis 2023 wurden über 460 Millionen US-Dollar zwischen der salvadorianischen und der panamaischen Börse gehandelt. Es wird erwartet, dass Honduras und Guatemala sich diesem Projekt in Zukunft anschließen.

## Mitgliedschaften
Sie ist Mitglied in:
- Federación Iberoamericana de Bolsas[4]
- Sustainable Stock Exchanges Initiative